# Gruvöns bruk

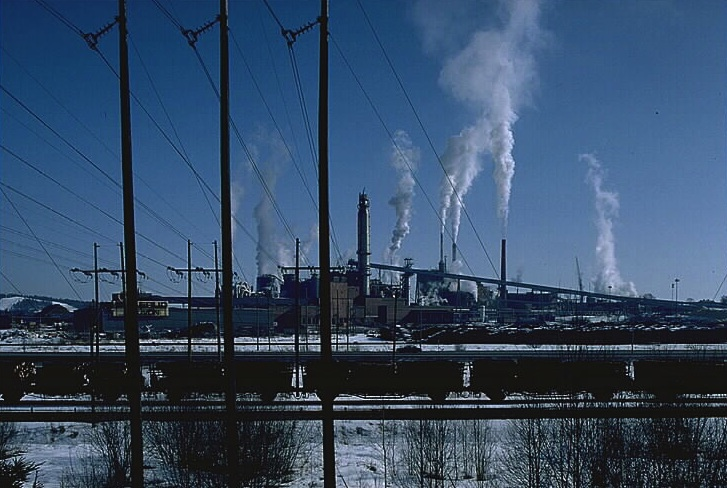
Gruvöns bruk ca 1985.

Gruvöns bruk är ett pappersbruk i Grums som ägs av Billerud. Det är beläget vid Vänerns strand, med E18 och järnväg D24Aa anställda. Driften är kontinuerlig, dygnet runt och året runt. Driftspersonalen är uppdelad i fem skiftlag. 
Bruket består av två pappersmaskiner en kartongmaskin och tre massalinjer. En del av den producerade pappersmassan flingtorkas och säljs vidare till andra pappersbruk, men det mesta blir till papper på Gruvön. Fabriken använder sig enbart av jungfrulig fiber och har alltså inget inslag av returpapper i produktionen. Den totala produktionskapaciteten uppgår till ca 870 000  ton per år.
Den största produkten är fluting (det veckade skiktet i wellpapp). Även liner, alltså det som utgör ytskiktet i kartonger, är en stor produkt. I övrigt tillverkas främst säckpapper och olika typer av förpackningspapper. Förutom flutingen utgörs all produktion sedan några år tillbaka av blekt papper.
2004 blev Gruvön som ett av de allra första pappersbruken hygiencertifierat enligt BRC/IoP-standarden. Detta efter önskemål från främst Tetra Pak, som har haft Gruvön som en viktig leverantör ända sedan företaget startades. 
Fabrikens äldsta pappersmaskin, PM 1, kom i drift 1931 och stängdes ner 2019. Den nyaste maskinen, KM 7, invigdes 2019. KM 7 var vid invigningen världens modernaste kartongmaskin. Maskinerna byggs om och utvecklas kontinuerligt för att möta kraven på ökad produktion och förbättrad kvalitet.
Totalt har pappersbruket haft sex pappersmaskiner och en kartongmaskin, dessa är följande: PM 1 (nedstängd 2019), PM 2 (nedstängd 2019), PM 3 (nedstängd 2007), PM 4 (I drift), PM 5 (nedstängd 2019), PM 6 (I drift) och KM 7 (I drift).
Gruvön har varit pionjär inom många områden. Bland annat blev PM 4 världens första pappersmaskin där en dator användes för att kontrollera processen. Detta var 1964. Redan 1972 började syrgas att användas vid blekningen av pappersmassa, vilket medförde att kloranvändningen kunde minskas till hälften. 1991 slutade Gruvön helt att använda klor.